# Октябрьское городское поселение (Пермский край)
Октябрьское городско́е поселе́ние — муниципальное образование в Октябрьском районе Пермского края Российской Федерации.
Административный центр — рабочий посёлок Октябрьский.

## История
Статус и границы городского поселения установлены Законом Пермской области от 9 декабря 2004 года № 1886-411 «Об утверждении границ и о наделении статусом муниципальных образований Октябрьского района Пермского края»

## Население
| 2010    | 2012    | 2013    | 2014    | 2015    | 2016    | 2017    |
| ------- | ------- | ------- | ------- | ------- | ------- | ------- |
| 11 186  | ↗11 219 | ↘11 126 | ↘11 059 | ↗11 091 | ↗11 104 | ↗11 111 |
| 2018    | 2019    |         |         |         |         |         |
| ↘11 046 | ↘10 986 |         |         |         |         |         |

## Состав городского поселения
| № | Населённый пункт | Тип населённого пункта                  | Население |
| - | ---------------- | --------------------------------------- | --------- |
| 1 | Большой Сарс     | деревня                                 | 389       |
| 2 | Мавлекаево       | деревня                                 | 14        |
| 3 | Малый Сарс       | деревня                                 | 174       |
| 4 | Ненастье         | деревня                                 | 196       |
| 5 | Октябрьский      | рабочий посёлок, административный центр | ↘8990     |
| 6 | Снежное          | село                                    | 443       |
| 7 | Сорокино         | деревня                                 | 82        |
| 8 | Чад              | деревня                                 | 43        |